# Siuna
Siuna ist ein Municipio im Departamento Región Autónoma de la Costa Caribe Norte in Nicaragua. Die Kreishauptstadt wird Villa de Siuna genannt.

## Geschichte
Die in der Gegend von Siuna lebenden Sumuindigenas wurden etwa ab 1900 von Händlern beliefert. Der Goldsucher José Aramburó hatte 1896 den ersten Claim für Goldabbau in Siuna. 1908 erreichte der Abbau und das Goldwaschen am Río Siunawás einen Höhepunkt. 1909 kaufte die La Luz SIUNA y Los Angeles Mining Company die Goldmine. In den 1930ern und 1940ern ließen sich kanadische und US-amerikanische Unternehmen zur industriellen Förderung nieder, die Gold und Silber ausbeuteten. Aus dieser Zeit stammt die vorhandene Infrastruktur von Siuna. Bei der Separation des Goldes vom Gestein wurde Quecksilber eingesetzt, das noch heute Teile der Flüsse kontaminiert. In der Zeit der sandinistischen Regierung ab 1979 wurden die Bergwerksunternehmen verstaatlicht und 1987 geschlossen.
In Siuna befindet sich heute ein Campus der Universidad de las Regiones Autónomas de la Costa Caribe Nicaragüense (URACCAN).
Siuna ist Sitz des im November 2017 errichteten römisch-katholischen Bistums Siuna.

## Hydrografische Einteilung
Das Einzugsgebiet des Río Prinzapolka entwässert 60 Prozent der Fläche des Municipios über die Zuflüsse Río Uly, Río Danly, Río Wany, Río Labú, Río Silvy und Río Yaoya. Der andere Teil ist das Einzugsgebiet des Río Grande de Matagalpa mit den Zuflüssen Río Matis, Río Arenaloso, Río Iyas, Río Kum, Río Waspado, Río Lisawe, Río Waspuk Río Iyas, Río Umbla und Río Tuma.

## Nachbarmunicipades
- Im Norden Municipio Bonanza
- Im Süden Municipios Paiwas und Río Blanco
- Im Osten Municipios Rosita, Prinzapolka, und La Cruz de Río Grande de Matagalpa
- Im Westen Municipio Waslala  und Cua Bocay